# 木原圓次
木原圓次（1891年4月1日—？）為日本政府官員，本籍日本廣島。木原圓次於1939年受台灣總督府派任，接替石井龍豬，於台灣台北地區擔任台北市尹一職。該官職約等於今台北市市長。翌年，台北市更名為市長，他亦為首任首長。

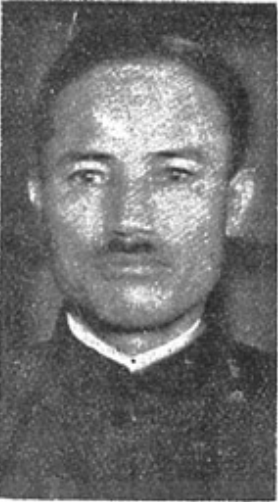
木原圓次

1942年8月24日由爪哇軍政監部任命為日佔荷屬東印度諫義里州長。1944年7月17日轉任普梁安州長。
| 前任： 石井龍豬 | 台北市尹 1939年上任 | 繼任： 無（更名為台北市長） |

| 前任： 無 | 台北市長 1940年上任 | 繼任： 藤村寬太 |